# Tartaruga-gigante-de-aldabra
Aldabrachelys gigantea, popularmente conhecida como tartaruga-gigante-de-aldabra, é uma espécie de réptil da família Testudinidae. Endêmica das ilhas Seicheles.
Quatro subespécies são atualmente reconhecidas. Uma autoridade trinomial entre parênteses indica que a subespécie foi originalmente descrita em um gênero diferente de Aldabrachelys
- A. g. gigantea (Schweigger, 1812:327),[4] tartaruga gigante Aldabra da ilha de Aldabra Seicheles
- A. g. arnoldi (Bour, 1982:118),[7] tartaruga gigante de Arnold da ilha de Mahé, nas Seicheles
- A. g. daudinii † (A.M.C. Duméril & Bibron, 1835:123),[5]  tartaruga gigante de Daudin, da ilha de Mahé, nas Seicheles (extinta em 1850)[3]
- A. g. hololissa (Günther, 1877:39),[6] tartaruga gigante das Seicheles, das ilhas Seicheles de Cerf, Cousine, Frégate, Mahé, Praslin, Round e Silhouette